# Take a Step Back
Take a Step Back è un singolo del rapper statunitense Ski Mask the Slump God pubblicato il 16 maggio 2016.

## Tracce
1. Take a Step Back – 3:30